# Bohr-sommerfeldsches Atommodell
Das bohr-sommerfeldsche Atommodell, sommerfeldsche Atommodell oder die Sommerfeld-Erweiterung ist eine physikalische Beschreibung von im Atom angenommenen Elektronenbahnen. Es wurde 1915/16 von Arnold Sommerfeld vorgeschlagen und stellt eine Verfeinerung des bohrschen Atommodells dar. Es wurde 1925/26 durch ein quantenmechanisches Modell ersetzt, das nicht mehr von bestimmten Elektronenbahnen ausgeht und mit kleinen Veränderungen heute noch gültig ist.

## Überblick
Das bohr-sommerfeldsche Atommodell von 1916 baut auf dem bohrschen Modell von 1913 auf und ist damit eine der älteren Quantentheorien vor Entwicklung der Quantenmechanik. Es wird angenommen, dass sich die Elektronen um den Atomkern auf wohldefinierten Bahnen bewegen, die sich aus den Bewegungsgleichungen zunächst der klassischen Mechanik ergeben, also auf den aus der Planetenbewegung bekannten Ellipsen. Quantentheoretische Prinzipien werden durch zusätzliche Quantisierungsbedingungen (Bohr-Sommerfeld-Quantisierung) eingeführt. Diese führen dazu, dass von allen Bahnen, die nach der klassischen Mechanik möglich wären, nur eine kleine Auswahl erlaubt ist. Insbesondere können auch die mit der Bahnbewegung verbundenen Erhaltungsgrößen (Energie und Drehimpuls) nicht mehr beliebige, sondern nur noch bestimmte, diskrete Werte annehmen, sie sind also „gequantelt“. Beim Drehimpulsvektor betrifft die Quantelung nicht nur den Betrag, sondern auch die Komponente längs einer vorgewählten z-Achse, anschaulich gesprochen also den Winkel zwischen Drehimpuls und z-Achse (Richtungsquantelung).
Der unmittelbare Fortschritt des sommerfeldschen Atommodells gegenüber dem bohrschen Atommodell bestand vor allem darin, dass es die Feinstruktur des Wasserstoffspektrums, d. h. die kleinen Aufspaltungen der mit dem Bohrschen Modell berechneten Energien, berechenbar machte (Feinstrukturkonstante), indem in der Bewegungsgleichung die spezielle Relativitätstheorie berücksichtigt. Die Feinstruktur wird mit der Erhöhung der trägen Masse begründet, welche die spezielle Relativitätstheorie für steigende Geschwindigkeit voraussagt. Bei gleicher Hauptquantenzahl n ist dieser Effekt umso stärker, je näher das Elektron im Perihel am Kern vorbeifliegt, je größer also die numerische Exzentrizität der Ellipse bzw. je kleiner der Bahndrehimpuls ist. Daher haben, anders als nach der klassischen Mechanik, die durch den Bahndrehimpuls unterschiedenen Bahnen zu derselben Hauptquantenzahl nicht mehr exakt das gleiche Energieniveau.
Des Weiteren ergeben sich (bei vorgegebener z-Achse) aus dem sommerfeldschen Atommodell zu jeder Hauptquantenzahl n nicht nur eine mögliche Bahn (wie im bohrschen Atommodell), sondern mehrere Bahnen in bestimmter Anzahl. Diese Anzahl wurde später als die Anzahl der zur  n-ten Schale gehörenden Atomorbitale erkannt, ist also eine für die Erklärung des Periodensystems der chemischen Elemente zentrale Größe. Aus der Richtungsquantelung ergibt sich weiter, dass magnetische und elektrische Felder bei den Bahnen mit gleicher Hauptquantenzahl und gleichem Drehimpulsbetrag eine zusätzliche Energieaufspaltung bewirken, wie sie als (normaler) Zeeman-Effekt und Stark-Effekt damals schon beobachtet worden waren.
Das bohr-sommerfeldsche Atommodell hat wegen seiner Anschaulichkeit hohen Erklärungswert; statt der bisher im bohrschen Modell begründeten einzigen Quantenzahl der Elektronenzustände lieferte es richtig alle drei räumlichen Quantenzahlen mit ihren jeweiligen Wertebereichen und ermöglichte damit erstmals eine wenigstens qualitative physikalische Erklärung des Periodensystems.
Das bohr-sommerfeldsche Modell versagt aber, wie schon das bohrsche Modell, bei allen Berechnungen der Elektronenbewegung, wenn das Atom mehr als ein Elektron besitzt. Dass dieser Fehlschlag von der grundlegenden, aber irrigen Annahme definierter, klassischer Teilchenbahnen herrührte, wurde ab 1925 deutlich, als die neue Quantenmechanik wesentlich mehr Beobachtungen erklären und Vorhersagen machen konnte, und diese sogar zumeist quantitativ richtig. In der Quantenmechanik kann es, wie man z. B. an der heisenbergschen Unschärferelation erkennen kann, keine definierten Bahnen mehr geben, sondern nur noch Wahrscheinlichkeitsverteilungen.

## Geometrie der Elektronenbahnen
Während im Modell von Niels Bohr die möglichen Bahnen des Elektrons Kreise um den Atomkern sind, führte Sommerfeld zusätzlich allgemeinere Ellipsenbahnen ein. Der Kern befindet sich nach diesem Modell in einem der beiden Brennpunkte einer Bahnellipse, so dass sich eine geometrische Konfiguration wie bei den Planetenbahnen nach den keplerschen Gesetzen ergibt. Auf diesen Bahnen soll sich – wie im bohrschen Modell – das Elektron stabil bewegen, ohne dass die von der klassischen elektromagnetischen Theorie für diesen Fall geforderte Abstrahlung elektromagnetischer Wellen entsteht.
Das bohr-sommerfeldsche Modell stellt also ein keplersches Planetensystem im Kleinen dar, während das bohrsche Modell der älteren kopernikanischen Leitidee reiner Kreisbahnen entspricht. Diese Analogie ist physikalisch naheliegend, da die Kraftfelder der Coulombkraft des Atomkerns und der Gravitation der Sonne die gleiche Form haben:
{\displaystyle F\sim {\frac {1}{r^{2}}}.}
Bei Berücksichtigung der speziellen Relativitätstheorie ergeben sich Bahnen, die nicht exakt elliptisch sind, aber näherungsweise die Form einer Ellipse haben, deren Hauptachse sich langsam dreht (Periheldrehung).

## Bohr-Sommerfeld-Quantisierung
Eine Ellipse kann nicht mehr wie ein Kreis durch einen einzigen Parameter (Radius) beschrieben werden, vielmehr benötigt man dazu zwei (z. B. große und kleine Halbachse). Deshalb sind bei Ellipsenbahnen zwei Quantenzahlen notwendig, um die Form festzulegen. Eine dritte benötigt man für die Orientierung der Bahnebene im Raum. Eine Quantenzahl davon, aber auch nur eine, kann von der bohrschen Quantisierung der Kreisbewegung beigesteuert werden, denn im kugelsymmetrischen Potential des Atomkerns besitzen alle Bahnen einen bestimmten Drehimpuls. Sommerfeld verallgemeinerte Bohrs Quantisierung dahingehend, dass jede Koordinate {\displaystyle q} eine eigene Quantenbedingung erfüllen muss:
{\displaystyle \oint p\,\mathrm {d} q=nh.}
Darin ist
- {\displaystyle \oint }ein Phasenintegral
- {\displaystyle q} eine Koordinate
- {\displaystyle p} ihr kanonisch zugeordneter Impuls
- {\displaystyle n=1,\,2,\,\dots } eine natürliche Zahl, die Quantenzahl der Koordinate {\displaystyle q}
- {\displaystyle h} die Planck-Konstante.

Das Phasenintegral ist ein Kurvenintegral, das die Fläche innerhalb der betreffenden Bahn in der {\displaystyle pq}-Ebene angibt. Es wird in der Mechanik als die Wirkung bezeichnet, die dieser Bewegung zugeordnet ist.
Im 1-dimensionalen Fall kann {\displaystyle q} einfach die {\displaystyle x}-Koordinate und {\displaystyle p} der gewöhnliche Impuls sein. Dann ergibt sich aus der Quantenbedingung z. B. sofort die Quantisierung des harmonischen Oszillators mit Energiestufen {\displaystyle hf}. Durch kanonische Transformation kann man jedoch zu anderen Variablen kommen, die dann automatisch die gleiche Bedingung erfüllen.
Bei Bewegung in zwei oder drei Dimensionen kann man als Koordinate z. B. einen Drehwinkel {\displaystyle \alpha } wählen, wozu als kanonischer Impuls dann der Drehimpuls {\displaystyle \,l} gehört. Das Wirkungsintegral für einen vollen Umlauf ist dann
{\displaystyle \oint p\,\mathrm {d} q=\int _{2\pi }l\,\mathrm {d} \alpha =2\pi l,}
und es ergibt sich die Drehimpulsquantisierung wie bei Bohr zu {\displaystyle l=nh/2\pi .}

## Quantenzahlen
Sommerfeld betrachtet das System in den drei Kugelkoordinaten (Abstand r und zwei Winkel) und unterwirft jede der neuen Quantisierungsbedingung. So erhält er drei Quantenzahlen: die radiale {\displaystyle n_{r}}, die azimutale {\displaystyle l} und die magnetische {\displaystyle m_{l}}.

### Hauptquantenzahl
Die Quantenzahl n, die wie im bohrschen Modell und in den Rydberg-Formeln auch hier die Energie bestimmt, wird nun Hauptquantenzahl genannt und erweist sich als
{\displaystyle n=n_{r}+l}
bzw. eigentlich als
{\displaystyle n=n_{r}+l+1.}

### Nebenquantenzahl
Die azimutale Quantenzahl {\displaystyle l}, nun Nebenquantenzahl genannt, gibt den (Bahn-)Drehimpuls {\displaystyle l\hbar } an ({\displaystyle \hbar } ist die plancksche Konstante {\displaystyle h} geteilt durch {\displaystyle 2\pi }.) Bei gegebenem n kann die Nebenquantenzahl die natürlichen Zahlen von 1 bis {\displaystyle n} annehmen:
{\displaystyle l=1,2,\ldots ,n,}
wobei der größtmögliche Drehimpuls ({\displaystyle l=n}) zur bohrschen Kreisbahn gehört. Ausdrücklich wird der Wert {\displaystyle l=0} ausgeschlossen, weil in diesem Fall das Elektron auf einer Geraden hin und her schwingt und diese Gerade durch den Kern geht.

Elektronenbahnen für Wasserstoff im bohr-sommerfeldschen Atommodell für n=1,2,3; Skalenwerte in Ångström.

Nach der quantenmechanischen Berechnung, die ab 1925 das Bohr-Sommerfeld-Modell ablöste, ist der Drehimpuls allerdings um genau eine Einheit {\displaystyle \hbar } geringer und der richtige Wertebereich folglich
{\displaystyle l=0,1,\ldots ,(n-1)}
(s. auch nebenstehende Abb.). Zu {\displaystyle l=0} gehört dabei nicht eine lineare Bahn, sondern ein kugelsymmetrisches Orbital.

### Magnetische Quantenzahl
Die magnetische Quantenzahl {\displaystyle m_{l}} bestimmt die Orientierung der Bahnebene gegenüber der z-Achse. Sie gibt den Neigungswinkel {\displaystyle \alpha } des Drehimpulses {\displaystyle l} gegen die z-Achse an, bzw. genau genommen die Größe der Projektion des Drehimpulses {\displaystyle l} auf die z-Achse:
{\displaystyle m_{l}=l\cdot \cos \alpha \Leftrightarrow \cos \alpha ={\tfrac {m_{l}}{l}}.}
Der Wertebereich dieser Quantenzahl ist
{\displaystyle m_{l}=\,-l,\,-(l-1),\,\ldots \,,(l-1),\,l,}
insgesamt {\displaystyle 2l+1} verschiedene Werte von genau parallel bis zu genau antiparallel zur z-Achse. Damit ist die Richtungsquantelung vorhergesagt, denn es gibt nur diese Einstellmöglichkeiten. (Die Quantenmechanik gibt dem Drehimpulsvektor die Länge {\displaystyle {\sqrt {l(l+1)}}} statt {\displaystyle l}, wodurch die beiden extremen Einstellmöglichkeiten {\displaystyle \cos \alpha =\pm {\tfrac {l}{\sqrt {l(l+1)}}}} doch nicht ganz mit der z-Achse zusammenfallen.)
Das sich um den Atomkern bewegende Elektron bildet einen magnetischen Dipol {\displaystyle {\vec {\mu }}},
dessen Richtung senkrecht auf der Bahnellipse steht, also parallel zum Vektor
{\displaystyle {\vec {l}}} des Bahndrehimpulses. Bringt man das Atom in ein äußeres Magnetfeld {\displaystyle {\vec {B}}_{\text{ext}}} (das die z-Achse definiert), dann hängt die Energie des Dipols vom Einstellwinkel ab. Wegen der Richtungsquantelung spaltet die Energie je nach dem Wert der magnetischen Quantenzahl (daher ihr Name) in {\displaystyle 2l+1} verschiedene Werte auf (Zeeman-Effekt).

### Spinquantenzahl
Außer diesen im bohr-sommerfeldschen Atommodell eingeführten räumlichen Quantenzahlen gibt es für jedes Elektron auch noch die magnetische Spinquantenzahl {\displaystyle m_{s}}. Sie gibt die genau zwei Einstellmöglichkeiten seines Eigendrehimpulses (Spin) an und wird mit den Werten +½ oder −½ beziehungsweise den Symbolen ↑ oder ↓ angegeben. Diese Quantenzahl resultiert nicht aus Sommerfelds Quantisierungsbedingungen, sondern wurde dem Modell später hinzugefügt, um einige sonst unerklärliche experimentelle Befunde beschreiben zu können (z. B. geradzahlige Aufspaltung im Stern-Gerlach-Versuch und im anomalen Zeeman-Effekt). Zu jeder der bisher genannten Bahnen gehören dadurch je nach Spinquantenzahl zwei verschiedene Bahnen mit möglicherweise verschiedenen Energien.

### Pauli-Verbot
Aufgrund der durch das sommerfeldsche Modell ermöglichten Ordnung im Verständnis des Atomaufbaus konnte Wolfgang Pauli 1925 das Pauli-Verbot entdecken: Jede Bahn, die durch die drei räumlichen Quantenzahlen bestimmt ist, kann maximal zwei Elektronen aufnehmen, die dann entgegengesetzte Spinquantenzahl haben müssen.